# Phare de Sheringham Point
Le phare de Sheringham Point est un phare situé au sud l'île de Vancouver, sur le détroit de Juan de Fuca  à l'ouest de Victoria dans le District régional de la Capitale (Province de la Colombie-Britannique), au Canada.
Ce phare est géré par la Garde côtière canadienne .
Ce phare patrimonial  est répertorié par la loi sur la protection des phares patrimoniaux (en)  en date du 16 avril 2015.

## Histoire
Ce phare a été mis en service le 30 septembre 1912 à la suite du naufrage du paquebot à vapeur SS Valencia en 1906. C'est une tour hexagonale en béton armé avec une habitation en bois et des locaux techniques. Un bâtiment de corne de brume a été construit à proximité. Un bâtiment de gardien a remplacé l'ancien en 1964.
La lentille de Fresnel de 3e ordre d'origine a été enlevée en 1976 pour être exposée au Musée régional de Sooke.
La Sheringham Point Lighthouse Preservation Society  a été créée en 2003 quand il a été question, pour la Garde côtière canadienne, de mettre fin à l'exploitation du phare. Elle achètera la station et les terrains pour en assurer la restauration dans le cadre d'un parc accessible au public.

## Description
Le phare est une tour hexagonale blanche en béton, avec une galerie et une lanterne  rouge, de 19,5 m de haut. Il émet, à une hauteur focale de 22 m, un éclat vert toutes les 15 secondes. Sa portée nominale est de 9 milles nautiques (environ 17 km).
Identifiant : ARLHS : CAN-458 - Amirauté : G-5292 - NGA : 13800 - CCG : 0186 .

### Lien connexe
- Liste des phares de la Colombie-Britannique